# 豊田スタジアム
豊田スタジアム（とよたスタジアム、英: TOYOTA Stadium）は、愛知県豊田市の豊田中央公園内にある球技専用スタジアム。施設は豊田市が所有し、株式会社豊田スタジアムが指定管理者として運営管理を行っている。

## 概要
2002 FIFAワールドカップの試合会場とすることを念頭に（後述）、豊田市が総事業費451億円を投じて建設したスタジアムであり、陸上競技場ではない球技専用スタジアムとしては埼玉スタジアム2002に次ぎ、日本国内で2番目の規模を誇る。豊田市中央公園推進室と黒川紀章建築都市設計事務所が設計を担当し、大成建設を代表企業とし清水建設・矢作建設工業などが参画した共同企業体が施工を手がけた。
日本プロサッカーリーグ（Jリーグ）に加盟する名古屋グランパスエイトのホームスタジアムの一つであり、開場以来ホームゲームを開催している。かつては毎年8月に豊田国際ユースサッカー大会が行なわれていた。また、豊田市に本拠を置くトヨタ自動車がオフィシャルスポンサーを務めていたFIFAクラブワールドカップでは、日本で開催された2005年〜2008年および2011〜2012年の大会において開催会場の1つとして選ばれた。ジャパンラグビーリーグワンに加盟するトヨタヴェルブリッツのホームスタジアムの一つであるほか、ラグビーワールドカップ2019の会場としても使用され、同時期に照明設備や音響システム等のリニューアルを行なっている。
球技専用スタジアムのため陸上競技用トラックは存在しないが、市民マラソン大会である豊田マラソン や豊スタナイトリレーマラソンの会場となる等、市民を対象とした陸上競技イベントも年に数回開催されている。
マスコットは「トスタくん」。2001年7月21日に誕生する。頭はサッカーボールで、緑色の髪の毛は芝生。

### 名称について
前述のとおり豊田市が公費で建設したスタジアムであり、トヨタ自動車は建設費の支出や施設の所有、命名権の保有などを行っていないが、英語での名称が「TOYOTA Stadium」であることから、ラグビーワールドカップ2019の大会組織委員会はこれが「ブランドとの間の何らかの関係を示唆又は暗示する名称である」あるいは「ラグビーワールドカップリミテッドのライセンシーによるコマーシャル・ライツの行使と競合する」と指摘（ワールドラグビー#クリーンスタジアム参照）、豊田市と協議した結果、大会期間中の英語名称を、豊田市の所有であることを強調した「City of Toyota Stadium」とし、正面ゲートの「TOYOTA STADIUM」の銘板を一時撤去するなどの措置を行っている。また、会場内の開催都市名表記においても、他の都市の例（Tokyo, Yokohamaなど）と異なり「City of Toyota」表記となっている。なお、日本語名称はラグビーワールドカップ期間中も本来の「豊田スタジアム」が用いられ、英語名称の訳である「豊田市スタジアム」等の名称にはなっていない。

## 施設概要

### 立地
市役所や駅（豊田市駅・新豊田駅など）のある市中心部からは矢作川を挟んで東側に位置する。市中心部から矢作川を越える際には豊田大橋または久澄橋を渡ることになる。

### スタンド
地下2階、地上4階のスタンドがピッチの周囲を囲んでいる。座席は全席個席で、メインスタンド 12,045席、バックスタンド 14,632席、サイドスタンド 17,703席、計44,380席の客席数を有する。このうち両サイドスタンドの2,438席は可動席で、メディア席を除いた固定席は42,298席（うち車いす席228席）である。メインおよびバックスタンド1階の中央部の座面にはシートヒーターが内蔵されている。
サイドスタンド1階可動席は当初集客の見込める国際試合などに限って使用されてきたが、2006年シーズンより名古屋グランパス主催試合においても、「ホーム側（Nスタンド）のみ」使用されるようになった。しかし、前3列は安全性や円滑な試合運営等の観点から立入は制限されている。2018年からは観客動員が見込まれる試合では、アウェー側（Sスタンド）も使用されるようになった。なお、天皇杯など、他の大会で当競技場が使われる場合はホーム側も可動席は使用しない（天皇杯は愛知県サッカー協会の主管であるため、グランパスが登場する試合であっても例外なし）。2011年6月のロンドンオリンピック男子サッカー2次予選・日本対クウェートの試合では国際試合だったがホーム・アウェーとも可動席を使用しなかった。
メインスタンドの1階コンコースは「スタジアムギャラリー」があり、名古屋グランパス関連の展示を行なっている（Jリーグ戦開催時、スタジアム見学利用時のみ開館）。
大型映像装置装備は南北のサイドスタンドにあり、南スタンド側（アウェイ側）は2019年にラグビーワールドカップ開催に合わせて設置された。
入場ゲートは全部で10ヶ所あり、そのうちメインおよびバックスタンドには3・4階席への直通ゲートもあり、退出時および観客数が見込まれる試合の入場時に利用される。スタンドは掘り下げ式であり、入場ゲートから入った所は1階席の最上部となる。このうち「10番ゲート」はグランパスのOBで、元監督のドラガン・ストイコビッチの功績を称え『ピクシー・ゲート』と名付けられている（ピクシーはストイコビッチの愛称、10番は代表でもグランパスでもストイコビッチの不動の背番号であった）。現在もストイコビッチのガッツポーズをモチーフにした装飾と、「PIXY GATE」と書かれたゲート看板が残されている。なお、ストイコビッチがこのスタジアムでプレーしたのは開場直後に行なわれた引退記念試合の1試合のみである。
全ての人が安心して利用できるように、24時間体制の防災セキュリティシステムを導入している。震度7の地震や最大風速80m/秒の強風に耐えられる構造、火災時に自動放水する3基の放水銃、監視カメラ等を備えている。
記者席は報道・取材に対応できるよう、100V電源と電話回線付きデスクを備えた報道席264席を備えている。

### グラウンド
天然芝部分の大きさは115m×78m で2009年には本スタジアムで使用する天然芝の農地が豊田市内に作られた。競技場の芝を地産地消で賄うのは日本で初めての試みであるという。なおサッカーのピッチサイズは日本の国内大会や国際大会などでは105m×68m固定とされている。また人工芝を利用して141m×88mまでフィールドは拡張でき、ラグビーにも対応可能である。
2019年6月17日から21日にかけて、ラグビーワールドカップ日本大会に向けて芝生の張り替え作業が行われたが、この芝生は宮城県山元町の東日本大震災の津波浸水区域で育てられた通称「復興芝生」を利用している。幅76cm、長さ10mのロール状芝1,200本を利用している。
アスリートが最高のパフォーマンスを発揮できるように天然芝を採用している。水はけに優れた特殊な多層構造、スプリンクラー、温水パイプを用いたアンダーヒーティングシステムを導入している。

### 屋根
通常のスタジアムでは屋根をスタンドの外側からアーチ機構やカンチレバー機構で釣るのが一般的であったが、敷地の周囲を道路や川に囲まれている関係でスタンドの外側に屋根を支持する機構を設けることが困難であったため、スタンドの四隅から4本の柱（マスト）を建て、そこから屋根材をワイヤーで吊る、いわゆる「吊り屋根構造」を採用している。これにより、場内から見るとき妨げになる柱を排除し、臨場感あふれる理想的な視認性を確保している。
ピッチ上空には、可動屋根・開閉屋根を多く手がける横河システム建築 が開閉機構を、膜構造建築物を多く手がける太陽工業 が膜構造をそれぞれ担当した天幕（テント）式構造の可動式開閉屋根を備えている。天幕を支えるスパン92mの可動部梁13本の両端にラック・アンド・ピニオン構造の歯車が設置されており、開閉時には凹凸状の屋根形状に合わせて空気圧を調整しながらモーターにより梁が自走する構造になっている（この機構は黒川紀章の関与する株式会社ケイ・システムズが特許を取得している）。ただし、台風などの到来により毎秒10m以上の風速が記録された場合は構造的な安全性の担保から、屋根を動かすことをしないとして、実際2014年8月9日の名古屋グランパス対鹿島アントラーズの試合では屋根を開けた状態で施行した事例がある。
また2007年11月、屋根の開閉部分に故障が見つかり、修理に10ヶ月の期間を要すると発表された。これにより修理が完了するまで天候の状況に関わらず屋根が開かれた状況でイベントが行われた事もあった。
2015年度以降は原則として屋根を開けたままとすることとなった。これは屋根の修繕費や維持費が、2032年度までに約109億円がかかるとしており、2015年度からは経費削減の一環として屋根を原則開けるとしており、開閉屋根の撤去も検討された。その後、2021年度中に屋根の膜などを撤去して開閉できないようにする改修工事を行うことを決定し、2021年8月末時点で屋根の固定式改修工事がすすめられている。なお、施工を担当した横河システム建築は公式サイト内で、可動式屋根に不具合が発生したのは定期的なメンテナンスを行わず放置されたことが理由として「横河による機械関係部品のオイル交換とグリスアップを入念に実施した後、当社が専門的な操作をすることにより、確認しながら開閉させることは可能」との見解を述べている。
2023年に工事が完了し、使用されていた屋根膜の素材は豊田市のふるさと納税のトートバッグの生地となった。

## ギャラリー
- スタジアム外観
- 豊田大橋からの外観
- 野見山展望台からの眺め
- 可動屋根を閉じた状態（2010年）
- ラリージャパン2024で仮設されたスタジアムSSS

## 建設経緯

### サッカーW杯開催地へ立候補
愛知県では、1989年に刈谷市が5万人収容で国際規格のサッカースタジアムの建設を計画していた。また、同時期に2002年に開催予定のFIFAワールドカップ（W杯）を日本に誘致する計画が浮上し、愛知県でも開催地を誘致する動きが活発化した。愛知県内では、1992年7月13日に刈谷市が正式に誘致を表明した。
名古屋市でも誘致の検討がはじまり、1993年1月14日に立候補を表明した。立候補時は名古屋市瑞穂公園陸上競技場の増築によって賄う計画で、同年7月25日にはスタンドを2層構造とするなどの具体案が発表されたが、
1. 増築に伴う近隣住宅の立退き費用が多額であること。
2. 増築そのものが消防法に抵触する可能性がある。

という2点の問題や狭い敷地のために周辺が人であふれかえることなどに日本サッカー協会が難色を示したため、計画の実現性が低いと判断され、1994年5月9日に瑞穂案の断念が発表された。
続いて、名古屋市南部の大高緑地公園に10万人収容のサッカー専用スタジアム構想を立ち上げ、「決勝戦も可能」と謳うが、環境保護団体と地域住民の猛烈な反発にあい、計画段階で断念。
さらにナゴヤドーム 内に天然芝を敷き詰めて開催する案を提出するものの、打つ手をなくした名古屋市としては条件を満たすスタジアムの設置が不可能と判断し、立候補を取り消す事態に発展した。
一方、豊田市では1993年12月の市議会で加藤正一市長がW杯誘致に意欲を見せた。1994年10月24日には、豊田市体育協会・連合愛知豊田地域協議会・豊田商工会議所の代表が、同年8月から10月にかけて集めたサッカー場を建設を求める254,899人の署名を豊田市長・市議長に手渡した。
W杯誘致では、名古屋市の撤退が発表された後、日本サッカー協会から「日本有数の大都市圏で試合が無いのは問題である。」との意見が入り、1995年1月25日、愛知県が立候補を発表。同年2月9日に日本サッカー協会理事会で承認された。名古屋市の立候補により表立った活動をしてこなかった刈谷市と豊田市の2市が立候補に名乗りを上げ、熾烈な誘致合戦を行った。
1995年4月12日、愛知県サッカー協会の審査の結果、交通の便や市民の熱意は刈谷市が上回るものの、
1. 市の財政力が高い
2. すでにスタジアム構想が立ち上がっていることで、土地収用等の時間が短縮できスタジアムの建設が容易

との理由で「愛知県」枠は豊田市となった。
1995年夏に豊田市の新聞『矢作新報』が市民千人にスタジアム建設の是非を問うたアンケートでは、賛成20%、反対40%、どちらでもない37%との意見であった。

### W杯選考落選と規模縮小
その後、同大会は日韓共催となることが国際サッカー連盟理事会によって決定する。これにより、日本側の割り当てである10会場に会場を絞り込むことになった。
1996年12月の開催地を決定する投票で、同じ中部圏の新潟県が推す新潟スタジアム（現・デンカビッグスワンスタジアム）との決選投票となり、結果落選した。
落選後、設計の見直しが行われ、1997年9月25日に収容人数を設計当初の6万3千人収容から減らし、開閉式屋根を追加するなどの設計が公表された。一方、スタジアム建設反対派住民らによって結成された「巨大サッカー場問題を考える会」は、1998年7月3日に市に対して31,817人の署名とともに住民投票条例制定を求める直接請求を行ったが、同月17日の市議会臨時会で否決された。
2001年7月21日、開場記念セレモニーが開かれ、2,001人によるテープカットや、Kiroro、ゴスペラーズ、THE BOOMによるオープニングコンサートが行われた。
その後、FIFA関連のイベントでは、FIFAクラブワールドカップの日本開催時の会場の一つとして使用されている（使用年については下記年表を参照）。
2014年のJリーグアウォーズにて、Jリーグベストピッチ賞を受賞した。

## 開催された主なイベント

### サッカー

#### 国内試合
- 2001年10月13日 〜 名古屋グランパスのホームゲーム（2018年鹿島戦 43,579人：豊田スタジアム最多入場者）
- 2001年7月22日 - こけら落とし試合：グランパス×ジュビロ磐田（Jサテライトリーグ）（14,469人）
- 2001年8月4日 - たらみオールスターサッカー（37,432人）
- 2001年10月6日  - ドラガン・ストイコビッチ引退記念試合：グランパス×レッドスター・ベオグラード（42,185人）
- 2013年7月22日 - 国際親善試合：グランパス×アーセナルFC（イングランド）（42,919人）

#### 国際試合
- FIFA（国際サッカー連盟）主管試合
  - FIFAクラブワールドカップ
    - FIFAクラブ世界選手権2005
    - FIFAクラブワールドカップ2006
    - FIFAクラブワールドカップ2007
    - FIFAクラブワールドカップ2008
    - FIFAクラブワールドカップ2011 - 開幕戦・準決勝など5試合を開催。
    - FIFAクラブワールドカップ2012 - 準々決勝・準決勝など4試合を開催。

  - 2010年3月3日 - AFCアジアカップ2011 (予選)：日本代表×バーレーン代表（38,042人）
  - 2011年6月19日 - ロンドンオリンピック男子サッカーアジア2次予選：日本代表×クウェート代表（17,873人）
  - 2012年2月29日 - 2014 FIFAワールドカップ・アジア3次予選：日本代表×ウズベキスタン代表（42,720人）[42]
- EAFF（東アジアサッカー連盟）主管試合
  - EAFF E-1サッカー選手権2022 - 6試合を開催[43]。
- キリンカップサッカー
  - 2008年5月24日 - キリンカップサッカー2008：日本代表×コートジボワール代表（40,710人）
  - 2016年6月3日 - キリンカップサッカー2016準決勝：日本代表×ブルガリア代表、ボスニア・ヘルツェゴビナ代表×デンマーク代表（41,940人）[44]
- サッカー日本代表強化試合（キリンチャレンジカップ）
  - 2013年5月30日：日本代表×ブルガリア代表（41,353人）[45]
  - 2014年11月14日：日本代表×ホンジュラス代表（42,126人）[46]
  - 2017年10月6日：日本代表×ニュージーランド代表（38,461人）[47]
  - 2018年11月20日： 日本代表×キルギス代表（38,353人）[48]
  - 2019年6月5日：日本代表×トリニダード・トバゴ代表（38,507人）[49]

### ラグビー
- トヨタヴェルブリッツ（ジャパンラグビーリーグワン）のホームゲーム
- 2005年8月23日 - トヨタ自動車×ニューカッスル・ファルコンズ（イングランド）
- ラグビーワールドカップ2019
  - プールD ウェールズ代表 - ジョージア代表（9月23日）
  - プールB 南アフリカ代表 - ナミビア代表（9月28日）
  - プールA 日本代表 - サモア代表（10月5日）
  - プールB ニュージーランド代表 - イタリア代表（10月12日に開催予定であったが、台風の影響により開催中止）
- リポビタンDチャレンジカップ
  - 2016年6月18日 - リポビタンDチャレンジカップ2016：日本代表×スコットランド代表[50]
  - 2022年7月2日 - リポビタンDチャレンジカップ2022：日本代表×フランス代表[51]
  - 2024年7月6日 - リポビタンDチャレンジカップ2024：JAPAN XV×マオリ・オールブラックス[52]

### ラリー
- 2022年11月10日〜11月13日 - 世界ラリー選手権 (WRC) 最終戦ラリージャパンのサービスパークが駐車場に設置される[53]。スタジアム内ではスタート/フィニッシュセレモニーなどが行われる。
- 2023年
  - 11月16日〜11月19日 - 前年開催のラリージャパンと同様、駐車場にサービスパークが設置された他、スタジアム内に特設コースが設けられ、3日連続でスーパースペシャルステージが行われた。
  - 11月26日 - スタジアム内の特設コースを流用し、「TOYOTA GAZOO Racingラリーチャレンジ in 豊田」のスーパースペシャルステージが行われた。
- 2024年 - 本年も11月にラリージャパンのスーパースペシャルステージ、12月にラリーチャレンジが開催された。

### コンサート他
- 2001年
  - 11月17日 - 初のコンサートDream Concert～ホセ・カレーラス&サラ・ブライトマン開催。この公演には谷村新司も出演。
- 2002年 - スタジアムテーマソング「愛のうた」（大黒摩季）が、1周年記念で完成。浜崎あゆみやモーニング娘。のライブが開催。
- 2003年8月16日 - TUBEが「LIVE AROUND SPECIAL 2003 『OASIS』」開催。
- 2003年 - SMAPが「SMAP '03 『MIJ Tour』」開催。
- 2004年 - TUBEが「LIVE AROUND SPECIAL 2004 『あー夏祭り』」開催。
- 2005年 - TUBEが「LIVE AROUND SPECIAL 2005 『Thank U for your Brightest Emotion』」開催。
- 2007年8月25日・8月26日 - Mr.Childrenが「Mr.Children HOME TOUR 2007-in the field-」開催。
- 2008年9月13日・9月14日 - B'zが「B'z LIVE-GYM Pleasure 2008 -GLORY DAYS-」開催。
- 2010年8月21日・8月22日・9月25日・9月26日 - EXILEが「EXILE LIVE TOUR 2010 FANTASY」開催。
- 2011年9月10日・9月11日 - Mr.Childrenが「Mr.Children Tour 2011 SENSE-in the field-」開催。
- 2013年9月7日・9月8日 - サザンオールスターズのライブ「SUPER SUMMER LIVE 2013『灼熱のマンピー!! G★スポット解禁!!』」開催。
- 2014年5月25日・6月1日 - SCRAP主催の体感型謎解きイベント「進撃の巨人×リアル脱出ゲーム・ある城塞都市からの脱出豊田公演」開催。
- 2015年8月29日・8月30日 - SKE48が「SKE48・松井玲奈卒業コンサート」 開催。
- 2018年9月6日・9月8日・9月9日 - B'zが「B'z LIVE-GYM Pleasure 2018 -HINOTORI-」開催。
- 2021年4月6日 - 2020年東京オリンピック聖火リレーで愛知県の最終日ゴール地点となり、西イベント広場がセレブレーション会場となる、聖火ランナーの公募は22名に対して4034名の応募があった（倍率は183.4倍）[54]。

## できごと
- 2023年10月15日に開催された2023Jリーグカップ準決勝第2戦、名古屋×福岡戦で、上記ラリージャパン開催のため名古屋が当スタジアムを使うことができず、シーズン最終盤の2試合を隣県岐阜県岐阜市の長良川競技場で開催せざるを得なくなったことに抗議する横断幕を、一部サポーターが掲げた[55][注 7]。
- 2024年4月20日、株式会社豊田スタジアムは「場内の温便座シャワートイレに上水ではなく、濾過消毒処理済の雑用水を使用していた」として謝罪、温便座シャワートイレを機能停止として改修すると発表した[56]。

## 交通アクセス

### 鉄道
- 名鉄豊田線・三河線 豊田市駅より徒歩17分[57]
- 愛知環状鉄道・愛知環状鉄道線 新豊田駅より徒歩21分

### バス
- 豊田スタジアム
  - 名鉄バス
- 豊田スタジアム東
  - とよたおいでんバス：旭・豊田線、豊田・渋谷線、東豊田環状線

### 車および駐車場
- 最寄りの高速道路インターチェンジは東海環状自動車道豊田松平ICで、国道301号線を西に一直線で約4kmである。
- スタジアムには600台分の駐車場があるが、大きなイベントが行われる時は関係者専用となり閉鎖される。

### その他
- グランパスはホームゲーム開催時に「トヨタ本社工場駐車場」及び「勘八駐車場」からシャトルバスを運行している。

- FIFAクラブワールドカップ開催時は、トヨタ本社バスターミナル、鞍ケ池公園駐車場、勘八臨時駐車場からシャトルバスを運行している[58]